# 上利特爾里弗鎮區 (北卡羅萊納州哈尼特縣)
上利特爾里弗鎮區（英語：Upper Little River Township）是位於美國北卡羅萊納州哈尼特縣的一個鎮區。

## 地方資料
上利特爾里弗鎮區的面積為247.80平方千米，皆為陸地。根據2020年美國人口普查的數據，當地共有人口9508人，而人口密度為每平方千米38.37人。